# Vásárhelyi Boldizsár (református lelkész)
Vásárhelyi Boldizsár (Ilencfalva, 1862. február 24. – Kolozsvár, 1942. november 6.) erdélyi református lelkész, egyházi író.

## Életútja
Középiskoláit Nagyenyeden, a Bethlen Gábor Kollégiumban végezte (1880), s ugyanott, a Teológiai Fakultáson szerzett lelkészi diplomát is (1884). Egy évet Utrechtben töltött, teológiai tanulmányai kiegészítésére, majd hazatérése után püspöki titkár (1885–87), szamosújvári körlelkész (1887–94), 1894–1918 között dési lelkész volt. Közben vallástanár a dési gimnáziumban és a református leányiskolában, egyházmegyei főjegyző (1894–1914), esperes (1914–18). 1918-ban meghívták Kolozsvárra, ahol a belvárosi egyházközség lelkésze haláláig, esperes, az erdélyi egyházkerület igazgatótanácsának tagja nyugdíjazásáig, 1940. január 1-ig.

## Munkássága
Egyházi vonatkozású cikkeit, prédikációit a helyi és kolozsvári lapok, a Tanügyi Tanácskozó, a Protestáns Közlöny és a Református Prédikátori Tár közölték. Dési évei alatt egyik szerkesztője volt a Szolnok-Doboka megyei Irodalmi, Történelmi és Ethnographiai Társulat Évkönyvének (Dés, 1901), ebben jelent meg egy közleménye: Bethlen Gábor fejedelemnek a deési ev. ref. egyházközség birtokában lévő két adománylevele. A Református Szemle közölte Szentgyörgyi István temetésén tartott gyászbeszédét (1931. 470–471).

## Kötetei
- Siessünk Jézushoz! (Egyházi beszédek. Szamosújvár 1894; bővített kiadásban Kolozsvár, 1930);
- Millenniumi ima és egyházi beszéd (Dés, 1896);
- 1902. március 15-én és szent Petőfi napján (társszerző, Dés 1902);
- Egyházi beszéd Kossuth Lajos születésének 100-dik évfordulóján (Dés, 1902);
- Isten jelenléte (Dés, é. n.);
- Gyakorlati levelek egy kezdő lelkipásztorhoz (Dés, 1907);
- Vékony Ferenc emlékére (Dés, 1909);
- Ünnepi beszéd… (Dés, 1911);
- Esperesi székfoglaló beszéd (Dés, 1914);
- Igehirdetés, példaadás (Dés, 1916);
- Isten fiának dicsőítése. Három egyházi beszéd (Kolozsvár, 1922);
- Siessünk Jézushoz (egyházi beszédek, Kolozsvár, 1930).

## Társasági tagság
Tagja volt a Károlyi Gáspár Irodalmi Társaságnak és az EME-nek.